# Geophagus parnaibae
Geophagus parnaibae är en fiskart som beskrevs av Wolfgang Staeck och Anton Karl Schindler 2006. Geophagus parnaibae ingår i släktet Geophagus och familjen Cichlidae. Inga underarter finns listade i Catalogue of Life.